# Posiołok imieni Mamontowa (rejon pospielichiński)
Posiołok imieni Mamontowa (ros. Посёлок имени Мамонтова) – osiedle w Rosji, w Kraju Ałtajskim, w rejonie pospielichińskim. W 2010 liczyło 1439 mieszkańców.